# 126 a.C.

## Eventos
- Marco Emílio Lépido e Lúcio Aurélio Orestes, cônsules romanos.
- Caio Graco atua como questor sob Orestes na Sardenha[1].